# Dicrotendipes nervosus
Dicrotendipes nervosus är en tvåvingeart som först beskrevs av Rasmus Carl Staeger 1839.  Dicrotendipes nervosus ingår i släktet Dicrotendipes och familjen fjädermyggor. Arten är reproducerande i Sverige. Inga underarter finns listade i Catalogue of Life.